# Eaunes
Eaunes é uma comuna francesa na região administrativa da Occitânia, no departamento do Alto Garona. Estende-se por uma área de 14.95 km², com 6.234 habitantes, segundo o censo de 2018, com uma densidade de 420 hab/km².